# Joachim Johansson
Joachim Christopher Johansson (ur. 1 lipca 1982 w Lund) – szwedzki tenisista, reprezentant w Pucharze Davisa, olimpijczyk z Aten (2004).
Jego ojciec, Leif, w 1974 roku reprezentował Szwecję w Pucharze Davisa. Johansson nie jest spokrewniony z Thomasem Johanssonem, również tenisistą. Obecnie związany ze szwedzką lekkoatletką, specjalizującą się w biegach przez płotki, Jenny Kallur.

## Kariera tenisowa
Praworęczny, z oburęcznym bekhendem, jako swoje najlepsze uderzenie wymieniał serwis. Debiutował w gronie zawodowców w 2000 roku. Przez pierwsze lata kariery startował w turniejach z serii ITF Futures odnosząc sukcesy. W 2003 roku wygrał swój pierwszy tytuł rangi ATP Challenger Tour, w Nottingham.
W lutym 2004 roku Johansson awansował po raz pierwszy do finału zawodów z cyklu ATP World Tour, na kortach twardych w Memphis, eliminując po drodze m.in. Jamesa Blake’a i Mardy'ego Fisha, a w finale pokonał wynikiem 7:6(5), 6:3 Nicolasa Kiefera. We wrześniu 2004 roku Szwed doszedł do półfinału wielkoszlemowego US Open, pokonując wcześniej obrońcę tytułu z 2003 roku Andy’ego Roddicka. Spotkanie o finał imprezy przegrał z Lleytonem Hewittem. Sezon Johansson zakończył na 12. miejscu w zestawieniu ATP.
Rok 2005 zainaugurował od triumfu w Adelaide, po zwycięstwie w finale nad Taylorem Dentem. W lutym wygrał turniej w Marsylii, po wyeliminowaniu m.in. Juana Carlosa Ferrero, Feliciana Lópeza oraz w finale Ivana Ljubičicia. W czerwcu doszedł wspólnie z Maratem Safinem do finału gry podwójnej w Halle, gdzie decydujący mecz przegrali z Yves’em Allegro i Rogerem Federerem, a miesiąc później odniósł zwycięstwo deblowe w Båstad, partnerując Jonasowi Björkmanowi. W finale szwedzka para była lepsza od duetu José Acasuso–Sebastián Prieto. W drugiej połowie roku kontuzja prawego ramienia wykluczyła Johanssona ze startów; od tego czasu poddawał się serii zabiegów chirurgicznych, po których na krótko próbował powracać do tenisa, zmuszany jednak stale do poddawania meczów, wycofywania się z turniejów i kolejnych operacji, w lutym 2008 roku ogłosił zakończenie kariery sportowej, jednak do gry postanowił powrócić w październiku na turniej w Sztokholmie.
Od 2003 roku do marca 2011 reprezentował Szwecję w Pucharze Davisa. Rozegrał dla zespołu 8 meczów; w singlu odniósł 2 wygrane i 5 porażek, natomiast w deblu ma na koncie 1 wygrany mecz.
W 2004 roku wystąpił na igrzyskach olimpijskich w Atenach. W grze pojedynczej awansował do 2 rundy ponosząc porażkę z Ivanem Ljubičiciem. W grze podwójnej odpadł z rywalizacji w 1 rundzie wyeliminowany przez debel Mario Ančić–Ivan Ljubičić. Johansson tworzył wówczas parę z Jonasem Björkmanem.
W połowie marca 2011 roku Szwed zakończył karierę tenisową, w trakcie której zarobił półtora miliona dolarów. Najwyżej sklasyfikowany w rankingu singlistów był na 9. miejscu w lutym 2005 roku.

### Finały w turniejach ATP World Tour
| Legenda                                      |
| -------------------------------------------- |
| Wielki Szlem                                 |
| Igrzyska olimpijskie                         |
| Tennis Masters Cup / ATP Finals              |
| ATP Masters Series / ATP Tour Masters 1000   |
| ATP International Series Gold / ATP Tour 500 |
| ATP International Series / ATP Tour 250      |

#### Gra pojedyncza (3–0)
| Końcowy wynik | Nr | Data            | Turniej  | Nawierzchnia  | Przeciwnik     | Wynik finału |
| ------------- | -- | --------------- | -------- | ------------- | -------------- | ------------ |
| Zwycięzca     | 1. | 22 lutego 2004  | Memphis  | Twarda (hala) | Nicolas Kiefer | 7:6(5), 6:3  |
| Zwycięzca     | 2. | 9 stycznia 2005 | Adelaide | Twarda        | Taylor Dent    | 7:5, 6:3     |
| Zwycięzca     | 3. | 13 lutego 2005  | Marsylia | Twarda (hala) | Ivan Ljubičić  | 7:5, 6:4     |

#### Gra podwójna (1–1)
| Końcowy wynik | Nr | Data            | Turniej | Nawierzchnia | Partner        | Przeciwnicy                   | Wynik finału     |
| ------------- | -- | --------------- | ------- | ------------ | -------------- | ----------------------------- | ---------------- |
| Finalista     | 1. | 12 czerwca 2005 | Halle   | Trawiasta    | Marat Safin    | Yves Allegro Roger Federer    | 5:7, 7:6(6), 3:6 |
| Zwycięzca     | 1. | 16 lipca 2005   | Båstad  | Ceglana      | Jonas Björkman | José Acasuso Sebastián Prieto | 6:2, 6:3         |

### Starty wielkoszlemowe (gra pojedyncza)
| Turniej         | 2000 | 2001 | 2002 | 2003 | 2004 | 2005 | 2006 | 2007 | 2008 | Wygrane turnieje | Bilans w turnieju |
| --------------- | ---- | ---- | ---- | ---- | ---- | ---- | ---- | ---- | ---- | ---------------- | ----------------- |
| Australian Open | –    | –    | –    | 1R   | 3R   | 4R   | –    | 1R   | –    | 0 / 4            | 5–4               |
| French Open     | –    | –    | –    | –    | 1R   | –    | –    | –    | –    | 0 / 1            | 0–1               |
| Wimbledon       | –    | –    | –    | –    | 4R   | 3R   | –    | –    | –    | 0 / 2            | 5–2               |
| US Open         | –    | –    | –    | 1R   | SF   | –    | –    | –    | –    | 0 / 2            | 5–2               |
| Bilans spotkań  | –    | –    | –    | 0–2  | 10–4 | 5–2  | –    | 0–1  | –    | N/A              | 15–8              |